# Nový Knín
Nový Knín − miasto w Czechach, w kraju środkowoczeskim.
Według danych z 31 grudnia 2003 powierzchnia miasta wynosiła 2 961 ha, a liczba jego mieszkańców 1 779 osób.

## Demografia
| Rok             | 1970  | 1980  | 1991  | 2001  | 2003  |
| --------------- | ----- | ----- | ----- | ----- | ----- |
| Liczba ludności | 1 917 | 1 867 | 1 716 | 1 731 | 1 779 |

Źródło: Czeski Urząd Statystyczny